# Маска Червоної Смерті
«Маска Червоної Смерті» (англ. Masque of the Red Death) — оповідання американського письменника Едгара Аллана По, написане й опубліковане в 1842 році.
Принц Просперо, щоб уникнути чуми під назвою «червона смерть», зібрав тисячі своїх наближених і сховався у віддаленому ізольованому монастирі, побудованому за його проєктом. Вони замурували всі входи й виходи та збиралися жити там поки не закінчиться хвороба. У монастирі була анфілада з семи великих кімнат. У сьому кімнату з чорними стінами і криваво-червоними вікнами ніхто не наважувався заходити, там було дуже моторошно.
Просперо влаштував маскарад. Наприкінці маскараду з'являється таємнича фігура в масці, що зображає обличчя померлого від «червоної смерті». Розлючений принц намагається протистояти невідомому, проте вмирає, не добившись нічого, а за ним і всі гості. Як з'ясовується, під саваном незнайомця немає фізичного тіла.
Оповідання багато в чому дотримується естетики символізму, а також канонів готичної літератури і часто досліджується як алегорія на неминучість смерті, хоча багато критиків дотримуються думки, що цього робити не варто. Є багато пояснень, що до інтерпретації новели, а також спроб визначити сутність «червоної смерті».
Вперше оповідання опубліковано в травні 1842 року в журналі «Грема».

## Короткий зміст
Історія починається з опису жахливої хвороби під назвою «червона смерть», яка спустошує країну. У жертв чуми спостерігалися «гострі болі», «раптове запаморочення» і кривавий піт. Як повідомляється, чума вбивала менш ніж за пів години. Принц Просперо не хотів померти від хвороби, зібрав тисячі своїх наближених і сховався у віддаленому ізольованому монастирі, побудованому за його проєктом. Вони замурували всі входи і виходи і збиралися жити там поки не закінчиться хвороба. Принц подбав про все: там були і музиканти, і танцівниці, і слуги, і їжа, і розкішні кімнати. У монастирі була анфілада з семи великих кімнат. Через пів року принц влаштував грандіозний бал-маскарад. Кожна кімната була прикрашена й облаштована у своєму специфічному кольорі — блакитному, пурпуровому, зеленому, оранжевому, білому і фіолетовому. У сьому кімнату з чорними стінами і криваво-червоними вікнами ніхто не наважувався заходити, там було дуже моторошно. У цій кімнаті розташовувався годинник із чорного дерева, який кожну годину починав дзвінко й протяжно бити, змушуючи музикантів зупинити гру на інструментах, а гостей — танцювати. Лише коли бій годинника припинявся, веселощі поновлювалося.
Коли мало пробити дванадцяту годину, Просперо і царедворці помітили незнайомця, одягненого в темне, забруднене кров'ю лахміття, схоже на саван. Обличчя незнайомця закривала маска, що зображає труп і симптоми Червоної Смерті. Жахливо розсердившись, Просперо зажадав розкрити особу незнайомця, щоб згодом знати, кого він покарає через повішення. Гості ж злякалися й розступилися, коли незнайомець почав йти геть від Просперо. Він пройшов шість кімнат і зупинився біля останньої, чорної, зали. Принц вихопив свій кинджал і пустився навздогін, але біля порога чорної кімнати незнайомець раптово обернувся і втупив у принца свій погляд. Просперо скрикнув і впав мертвим. Гості, побачивши це, розсердились і накинулися на незнайомця, але потім в жаху відсахнулися, оскільки в того під саваном не виявилося фізичного тіла. Це була сама Червона смерть. Люди почали падати і вмирати, і над усім запанували морок, загибель і Червона смерть.

## Історія публікацій
Спочатку Едгар Аллан По видав оповідання в журналі «Грема» Ladies and Gentleman's Magazine під назвою «Маска Червоної Смерті» (англ. The Mask of the Red Death) з підзаголовком «Фантазія» (A Fantasy). Ця публікація принесла йому 12 доларів. Пізніше вийшло друге, виправлене, видання у Broadway Journal під усталеною нині назвою (англ. Masque of the red death). Англійська назва оповідання (англ. The Mask of the Red Death) буквально перекладається як «Маскарад Червоної Смерті» — нова назва підкреслила образ незнайомця, що з'явився в кінці оповідання, і зосередила увагу читача на маскараді.

## Адаптації
- «Чума у Флоренції» (фільм, 1919) — знятий за мотивами оповідання Едгара Аллана По.
- «Привид блукає Європою» (фільм, 1922) — фільм Володимира Гардіна за мотивами оповідання.
- Венді Пайні написала й проілюструвала еротичну версію «Маски Червоної Смерті».
- Безіл Ретбоун, у рамках проведеного ним на початку 1960-х років проєкту зі створення аудіокниг за оповіданнями Едгара Аллана По, створив також і аудіокнигу «Маска Червоної Смерті» (виробництво LP Caedmon). Аудіоверсії «Маски Червоної Смерті» свого часу створювали Крістофер Лі, Херд Хатфілд, Мартін Донеган і Гебріел Бірн.
- У 2013 році в околицях Детройта (штат Мічиган) було оголошено про початок щорічного концерту в рамках святкування Хелловіну. Гості цієї вистави ставали учасниками подій «Маски Червоної Смерті». Вистава носить ту ж назву.